# نهائي كأس الكؤوس الأوروبية 1978
نهائي كأس الكؤوس الأوروبية 1978 هي المباراة النهائية من منافسة كأس الكؤوس الأوروبية 1977–78، أقيمت المباراة في 3 مايو 1978، في بارك دي برينس، بين فريقي نادي رويال أندرلخت، وأوستريا فيينا، وفاز فيها نادي رويال أندرلخت، بعد أن هزم أوستريا فيينا، بنتيجة 4 - 0، وكان حكم المباراة هاينز ألدينجر، وحضر المباراة 48769 شخصاً.

## تفاصيل المباراة
لعبت المباراة النهائية في 3 مايو 1978.
| نادي رويال أندرلخت | 4 -0 | أوستريا فيينا |
| ------------------ | ---- | ------------- |
|                    |      |               |